# 티치 포 아메리카
티치 포 아메리카(Teach For America, TFA)는 미국 뉴욕주에 본부를 두고 있는 비영리 단체이다. 미국 내 대학의 졸업생들이 교원 면허 소지에 관계 없이 2년간 미국 각지의 교육 곤란 지역에 배치되어 2년간 학생들을 가르치는 프로그램을 운영한다.
2007년, 비즈니스위크는 티치 포 아메리카가 미국 대학생들이 선호하는 직장 10위에 있다고 밝혔다. 2010년에 미국 전체 인문계 학생들을 대상으로 조사한 취업 지원 랭킹에서는 구글과 애플을 제치고 1위를 차지하였다.

## 역사

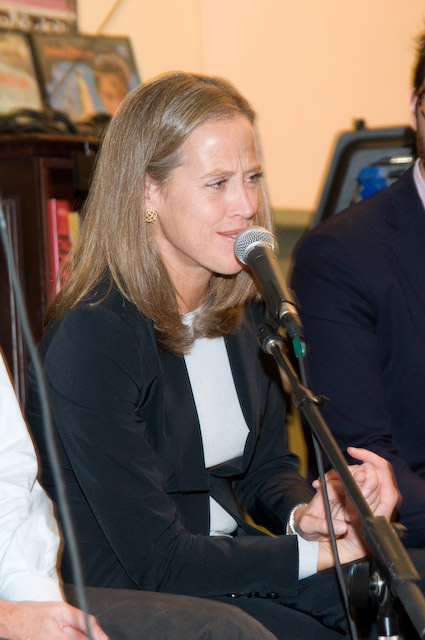
웬디 콥

1989년, 프린스턴 대학교 4학년에 재학 중이던 웬디 콥(Wendy Kopp)의 졸업 논문에서 밝힌 아이디어가 이 프로그램의 출발점이다. 대학을 졸업한 웬디 콥은 모빌(Mobil), 허츠(Hertz), 모건 스탠리(Morgan Stanley)로부터 26,000 달러의 자금과 사무소, 자동차 6대를 지원받아 티치 포 아메리카 프로그램을 출범시킨다. 1990년에 모집한 1기생은 정원 500명에 약 4,000여명이 지원하게 된다. 이를 바탕으로 티치 포 아메리카는 애플, 로스 페로(Ross Perot), 유니언 카바이드(Union Carbide), 영 앤 루비캄(Young & Rubicam) 등의 대기업 및 자산가로부터 250만 달러의 기부금을 받게된다. 티치 포 아메리카는 이를 바탕으로 1991년부터 공립학교에 강사를 보내기 시작한다.
티치 포 아메리카가 시작할 때는 당초 회의적인 의견이 많았지만, 강사에 대한 평가 및 수강생들이 높은 평가를 받게 되면서 우려를 불식시키게 된다. 티치 포 아메리카는 현재 이른바 엘리트 대학의 학생들의 최초 취직처로 인기를 누리고 있다. 2010년에는 4,500명을 뽑는데 4만 6000여명이 몰려 10대 1의 경쟁률을 기록했고, 하버드 대학교와 예일 대학교 졸업생 18%가 지원했으나 이 가운데 20%만이 초급 교사로 선발되었다.

## 평가

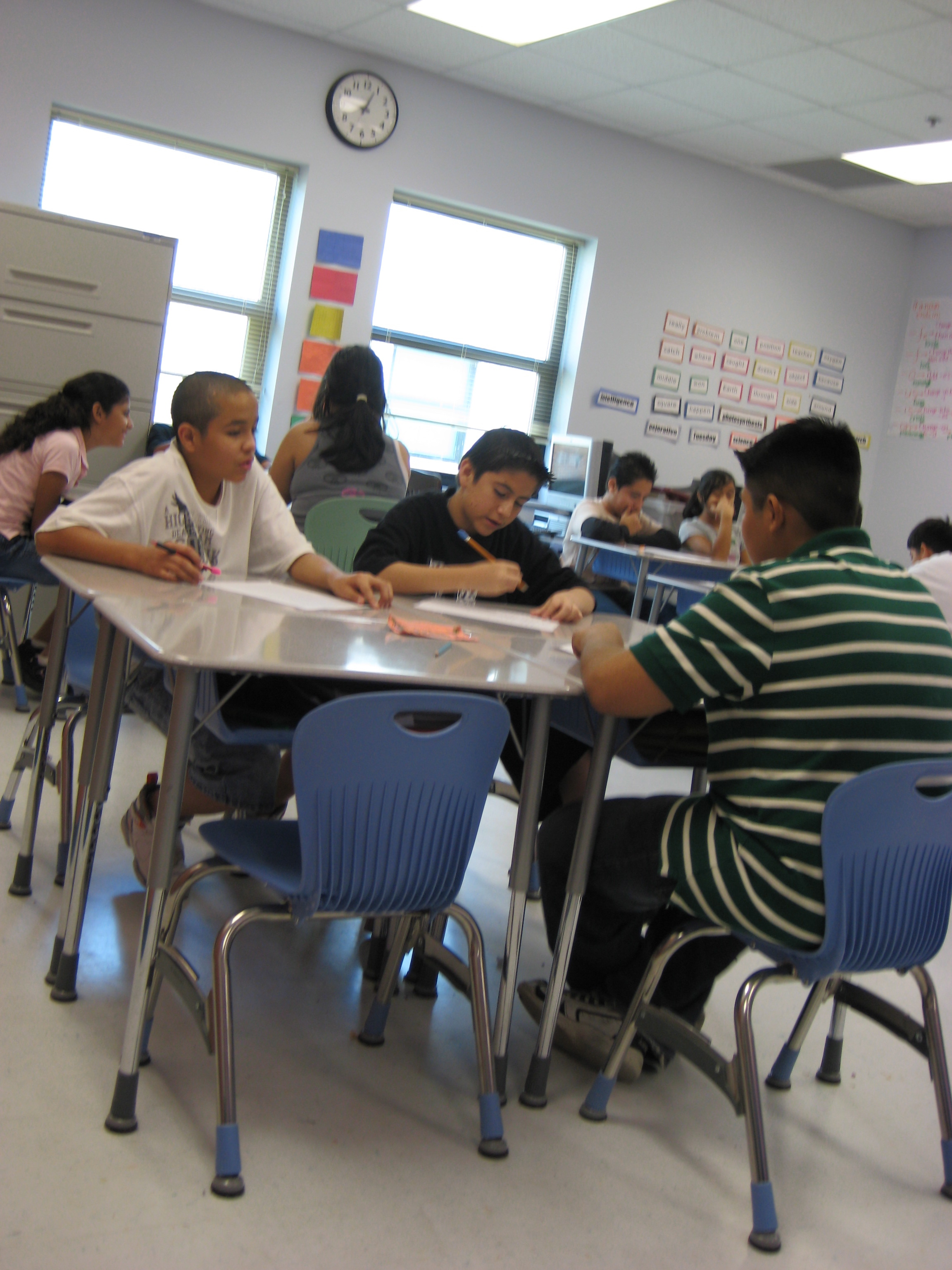
2008년 휴스턴에서 티치 포 아메리카 교사에 의해 지도되고 있는 학급의 모습

티치 포 아메리카 프로그램의 출신자가 운영하는 각종 학교는 2007년 9월 기준으로 282개교에 이르며, 학부 학생의 최초 취직 희망처로서 2006년에는 43위에서 2007년에는 대기업을 누르고 10위로 약진한다. 이러한 인기의 배경으로 공동체 의식과 만만치 않은 심성을 겸비한 1980년대 이후에 출생한 Y세대들이 취직 연령이 이른 상황이라고 지적된다.
제너럴 일렉트릭나 딜로이트(Deloitte)에서는 티치 포 아메리카와 제휴하여 채용 내정 학생이 취업전 2년간 티치 포 아메리카에 참가하는 것을 인정하고 있다. 또한 JP모건 체이스도 채용 내정 학생의 티치 포 아메리카 프로그램의 참가를 인정하고, 또한 이러한 학생들에 대한 계약금을 티치 포 아메리카 프로그램 참가전에 지불하고 있으며, 티치 포 아메리카 프로그램에 참가한 채용 내정 학생들을 위한 여름 캠프도 실시하고 있다. 이렇게 대기업들이 티치 포 아메리카 프로그램에 참가하는 인재를 우대하는 배경으로 티치 포 아메리카 프로그램 참가자가 창조성이나 리더십에 있어서 좋은 평가를 받고 있기 때문이다
현재 티치 포 아메리카는 패스트컴퍼니 닷컴이 매년 선출하고 있는 45개의 사회적 기업에 복수 선출되고 있다.

## 자금
티치 포 아메리카는 현재 수많은 대기업으로부터 기부금을 지원받고 있다. 이를 바탕으로 현재 프로그램 규모(파견 강사 3,500명)에서 2배가 되려는 계획을 2005년에 발표하고 있다.

## 논의
티치 포 아메리카의 교사 능력을 평가하기 위해 그들이 담당하는 학생들의 영어와 수학 성적을 모니터링 하는식으로 조사가 실시되고 있다. 폴 T. 데커(Paul T. Decker), 다니엘 P. 메이어(Daniel P. Mayer), 스티븐 글레이즈만(Steven Glazerman)의 조사에 따르면 티치 포 아메리카의 교사가 가르친 학생은 수학에서는 약간 우수를, 영어에서는 유의미한 차이가 없었다고 밝히고 있다.

## 영향
티치 포 아메리카 프로그램을 수료한 사람들 중에서는 계속해서 교육계에 남고 싶다는 의사를 밝힌 사람들이 많다. 그러한 중에서도 가장 잘 알려진 예가 1992년에 티치 포 아메리카 프로그램 채용 및 활동을 하면서 1994년에 계약이 만료된 마이크 파인버그(Mike Feinberg)와 데이브 레빈(Dave Levin)이 설립한 ‘지식은 힘이다(Knowledge is Power Program, KIPP)’ 프로그램이다. 파인버그는 펜실베니아 대학교를, 레빈은 예일 대학교를 졸업했는데 두사람 모두 티치 포 아메리카 참가시에 놀라운 지도 실력을 보여주었다(레빈은 텍사스주의 빈곤 지역의 초등학교에 부임되어 주(州) 공동으로 실시되는 시험에서 평균 이상을 획득하는 학생의 비율을 1년 만에 17퍼센트에서 94퍼센트로 올렸다고 평가된다). 1994년에 두사람은 공동으로 대학 진학을 전제로 하는 빈곤 지역 특화형 차터(charter) 스쿨인 ‘지식은 힘이다’ 프로그램을 창설, 빈곤 지역의 중학생을 위한 프로그램으로 큰 성공을 거두고 있다.
‘지식은 힘이다’의 차터 스쿨에서는 교장에게 예산권과 인사권, 교재 선택권 등의 권한을 위임해 독창적인 학교 경영을 가능하게 하면서 학습시간을 증가(통상 학습시간의 50% 증가)시키면서 보호자나 아동의 의식 개혁(‘지식은 힘이다’ 프로그램 참가시에 프로그램의 지시에 따라 공부를 열심히 할 것을 서약하는 계약서를 작성하게 된다) 등 다양한 프로그램이 도입되고 있다. ‘지식은 힘이다’ 프로그램은 2006년 기준으로 26개 도시에 32개의 차터 스쿨을 운영하고 있으며, 학생수는 12,000명에 달하고 있다. 이 프로그램에 참가하고 있는 교직원은 티치 포 아메리카 출신자도 많다.
1997년에는 ‘뉴 티처 프로젝트(The New Teacher Project, TNTP)’가 티치 포 아메라카의 스핀오프(spinoff) 형식으로 새로운 사업이 시작되고 있다. 이는 사회적 지위가 낮고, 나쁜 대우, 업무의 가혹함으로부터 항상 시달리고 있는 미국 공립학교의 교원을 종래의 방식과는 달리 훈련을 하여 다시 현장에 배치해 주는 시스템이다. 미국에서는 특히 교육이 곤란한 지역에서는 교원을 모집하는데 많은 부담을 안고 있지만 ‘뉴 티처 프로젝트’는 이러한 학교에의 교원 파견에 특히 주력하고 있어 성과를 올리고 있다.

## 같이 보기
- 미국 평화 봉사단